# بنو أبي الجبر
سلالة حكام كانوا من بني ليث إحدى فروع قبيلة كنانة الخندفية المضرية العدنانية. حكمت البطائح وهي الأرض بين البصرة وواسط جنوب العراق (451 هـ - 556 هــ/1059 م - 1161 م). اشتهر منها : مهذب الدولة أبو العباس أحمد بن أبي الجبر والمظفر حماد بن أبي الجبر.

## قائمة ملوك وأمراء البطيحة وواسط من بني أبي الجبر
|   | الملك | الحياة             |
| - | --- | ------------------ |
| 1 | مهذب الدولة أبو العباس أحمد بن محمد بن عبيد بن جبر بن أبي الجبر وهو سليمان بن منصور بن إسماعيل بن مالك بن طريف الليثي الكناني | ....-1114 م        |
| 2 | نصر بن أحمد بن محمد بن أبي الجبر الليثي الكناني                                                                               | ....-....          |
| 3 | ناصر الدولة المظفر حماد بن أبي الجبر الكناني                                                                                  | ....-551 هـ-1156 م |